# Volleybalvereniging Peelpush
Il Volleybalvereniging Peelpush è una società pallavolistica femminile olandese, con sede a Meijel: milita nel campionato olandese di Eredivisie.

## Rosa 2024-2025
| N° | Nome               | Ruolo | Data di nascita   | Nazionalità sportiva |
| -- | ------------------ | ----- | ----------------- | -------------------- |
| 1  | Juul Knapen        | O     | 4 novembre 2003   | Paesi Bassi          |
| 2  | Lynn Aerts         | S     | 12 luglio 2000    | Paesi Bassi          |
| 3  | Loes Hunnekens     | C     | 2 luglio 1997     | Paesi Bassi          |
| 4  | Lieke Oomen        | P     | 13 gennaio 1998   | Paesi Bassi          |
| 5  | Laura Vermaas      | C     | 2003              | Paesi Bassi          |
| 6  | Nina Evers         | C     | 1º giugno 2008    | Paesi Bassi          |
| 7  | Pim Volmer         | O     | 25 settembre 2004 | Paesi Bassi          |
| 8  | Renske van Wijlick | S     | 26 febbraio 2001  | Paesi Bassi          |
| 9  | Lette Wiegerinck   | C     | 24 settembre 2008 | Paesi Bassi          |
| 10 | Anouk de Jong      | L     | 5 ottobre 2004    | Paesi Bassi          |
| 11 | Femke de Joode     | S     | 1998              | Paesi Bassi          |
| 13 | Paula Tober        | S     | 21 febbraio 2005  | Paesi Bassi          |
| 14 | Juul Crins         | P     | 1º settembre 2003 | Paesi Bassi          |